# ریوسوکه ناریتا
ریوسوکه ناریتا (ژاپنی: 成田 諒介؛ زادهٔ ۹ سپتامبر ۱۹۸۸) یک بازیکن فوتبال اهل ژاپن است.
از باشگاه‌هایی که در آن بازی کرده‌است می‌توان به باشگاه فوتبال ونریر هاچینوهه اشاره کرد.